# Indonézia hadereje
Indonézia hadereje a szárazföldi erőkből, a légierőből és a haditengerészetből áll.

## Fegyveres erők létszáma
- 297 000 fő (nagyrészt sorozott)
- Szolgálati idő a sorozottaknak: 24 hónap
- Tartalékos: 400 000 fő

## Szárazföldi erők
Létszám
230 000 fő
Állomány
- 5 gyalogdandár
- 3 légideszant-dandár
- 2 tüzérezred
- 2 páncélos zászlóalj
- 10 műszaki zászlóalj
- 8 felderítő zászlóalj
- 1 vegyes repülő század
- 1 helikopteres század

Felszerelés
- 280 db közepes harckocsi
- 90 db felderítő harcjármű
- 11 db páncélozott gyalogsági harcjármű
- 480 db páncélozott szállító jármű
- 185 db vontatásos tüzérségi löveg
- 43 db helikopter

## Légierő
Létszám
27 000 fő
Állomány
- 4 közvetlen támogató század
- 1 vadászrepülő-század
- 1 felderítő raj
- 5 szállítórepülő-század
- 3 helikopteres század

Felszerelés
- 90 db harci repülőgép (A–4, F–16, Hawk, F–5)
- 63 db szállító repülőgép
- 2 db légi utántöltő gép
- 48 db helikopter

## Haditengerészet
Létszám
40 000 fő
Hadihajók
- 2 db tengeralattjáró
- 17 db fregatt
- 36 db járőrhajó
- 12 db aknarakó/szedő hajó
- 26 db deszanthajó
- 15 db vegyes feladatú hajó

Haditengerészeti légierő
- Létszám: 1000 fő
- 17 db harci helikopter
- 85 db vegyes feladatú repülőgép és helikopter

Tengerészgyalogság
- Létszám: 12 000 fő
- 2 dandár és egy tüzérezred
- Felszerelés: 100 db közepes harckocsi és 48 db tüzérségi löveg